# Mychothenus minutus
Mychothenus minutus es una especie de coleóptero de la familia Endomychidae.

## Distribución geográfica
Habita en Hungría y Croacia.